# Jan Małolepszy
Jan Małolepszy ps. „Murat”, „Gruby”, „Stary” (ur. 26 grudnia 1906 w Kraszkowicach, zm. 14 marca 1949 w Łodzi) – żołnierz polski ZWZ-AK i KWP, ofiara represji komunistycznych w Polsce.
Miał sześcioro rodzeństwa. Po ukończeniu 7 klas szkoły powszechnej w 1928 został powołany od służby w 19. Oddziale Służby Uzbrojenia w Pomiechówku, a potem przeniesiony do 4. Kadry Uzbrojenia w Regnach. W wojsku ukończył kurs podoficerski oraz zdobył zawód rusznikarza. 23 sierpnia 1939 jako rezerwista został powołany do 4. Kadry Uzbrojenia w Gałkówku.
W czasie kampanii polskiej 1939 brał udział w obronie odcinka Warty i Widawki. Po wycofaniu oddziału na Kresy Wschodnie w okolicach Równego dostał się do niewoli radzieckiej, ale po ucieczce z transportu jenieckiego wrócił w rodzinne strony. Do konspiracji został zaprzysiężony w 1940. W stopniu sierżanta służył w ZWZ-AK pod dowództwem por. Mieczysława Woronowicza. Od grudnia 1943 był żołnierzem oddziału dywersyjnego „Barbara”, stacjonującego w Staropolu, Okalewie i Gruszczycach. Po wkroczeniu wojsk sowieckich utworzył w Okalewie posterunek MO, ale już w kwietniu 1945 obawiając się aresztowania zdezerterował ze służby. W grudniu tegoż roku za pośrednictwem ppor. A. Pabianiaka ps. „Błyskawica” został zaprzysiężony do KWP i otrzymał stanowiska kwatermistrza komendy powiatowej „Turbina”.
W kwietniu 1946 został aresztowany przez PUBP w Wieluniu w czasie akcji na Radomsko. Po podpisaniu „lojalki” został zwolniony. O wydarzeniach tych zameldował dowództwu i za zgodą „Warszyca” został w oddziale ppor. Pabianiaka.
Od wiosny 1947 był dowódcą KWP. W 1947 nie ujawnił się podczas drugiej amnestii i z grupą wiernych żołnierzy działał w terenie do 1948. 9 listopada 1948 aresztowany przez UB. Podczas śledztwa załamał się i w zamian za obietnicę łagodnego wyroku podjął współpracę. Skazany na karę śmierci w marcu 1949 zmarł w więzieniu, oficjalnie „z przyczyn naturalnych”.